# Cyclopinula schneideri
Cyclopinula schneideri är en kräftdjursart som först beskrevs av T. Scott 1903.  Cyclopinula schneideri ingår i släktet Cyclopina, och familjen Cyclopinidae. Arten är reproducerande i Sverige.